# أوفير أكونيس
أوفير أكونيس (بالعبرية: אופיר אקוניס، من مواليد 28 مايو 1973) هو سياسي إسرائيلي يميني ويعمل حاليا كعضو في الكنيست لصالح حزب الليكود ووزير العلوم والتكنولوجيا والفضاء.متزوج ولديه ولدين ويقيم في تل أبيب-يافا.

## سيرته الذاتية

### أوائل حياته
ولد أوفير في تل أبيب في عام 1973 ودرس في ثانوية هرتسليا العبرية مابين 1987 و 1991.عمل كمراسل شاب لمجلة الأسبوعية معاريف.خلال خدمته الوطنية في الجيش كان مراسل عسكري في مكتب التعليمي الرئيسي لفيلق الشباب والتعليم.بعد الخدمة العسكرية عمل كمحرر موسيقي في برنامج الإذاعي «نادي الشباب» في إغاعة ريشيت جيميل، وفي برامج أخرى.أكمل درجة البكالوريوس في العلوم السياسية والعلاقات الدولية.

## روابط خارجية
- أوفير أكونيس على الموقع الإلكتروني للكنيست